# شریل میلر
شریل میلر (انگلیسی: Cheryl Miller؛ زادهٔ ۳ ژانویهٔ ۱۹۶۴) بازیکن سابق و مربی بسکتبال اهل ایالات متحده آمریکا است.
وی در مسابقات کشوری و بین‌المللی در مجموع برندهٔ ۵ مدال طلا، ۱ مدال نقره شده‌ است.